# Scoglio Visochi
Lo scoglio Visochi o Visocchi (in croato Visoki) è un isolotto disabitato della Croazia, che fa parte dell'arcipelago delle isole Quarnerine ed è situato lungo la costa occidentale dell'isola di Cherso e a est della punta meridionale della penisola d'Istria.
Amministrativamente appartiene alla città di Cherso, nella regione litoraneo-montana.

## Geografia
Nel punto più ravvicinato, Visochi dista 25,5 km dall'Istria. Situato nella parte centrale del Quarnaro, più precisamente nel tratto di mare che separa Cherso da Levrera, dista 1,26 km dalla prima e 2,32 km dalla seconda.
Visochi è uno scoglio ovale, con una piccola propaggine sul lato orientale, che misura 275 m di lunghezza e 220 m di larghezza massima; possiede una superficie di 0,043 km² e ha uno sviluppo costiero pari a 0,87 km. Nella parte centrale, raggiunge la sua elevazione massima di 9,2 m s.l.m..
Poco a nordest si trova l'insediamento di San Giovanni di Cherso (Stivan).